# 維利奇尼亞湖
維利奇尼亞湖（白俄羅斯語：Вільчынія）是白俄羅斯的湖泊，距離與立陶宛接壤邊境12公里，由明斯克州負責管轄，屬於斯特拉恰河流域，長0.7公里、寬0.2公里，面積0.08平方公里，海拔高度183米，平均水深4.6米，最大水深10.7米。